# Angilberto de Centula
San Angilberto (Saint-Riquier —o Centula— ? siglo VIII-† 18 de febrero de 814) fue un franco servidor de Carlomagno, a quien auxilió como diplomático, abad y poeta. Perteneció a la nobleza franca y fue educado en la escuela del palacio por Alcuino. En el santoral católico es venerado el día de su fallecimiento, el 18 de febrero.

## Carrera
Cuando Carlomagno envió a su hijo Pipino a Italia como rey de los lombardos, Angilberto ascendió al rango de primicerius palatii, un alto administrador de la corte. Como amigo y consejero de Pipino, Angilberto le asesoró cuando éste gobernó Italia. Fue el mensajero que llevó la carta del Concilio de Francfort al papa Adriano I; fue también embajador en importantes empresas a los Estados Pontificios en 792, 794 y 796.
En 790 fue nombrado abad de Saint-Riquier, en el norte de Francia (que en ese tiempo era llamada por su nombre romano Centula), donde su carácter le dio posteriormente la fama de santo. En contraste con muchos de sus predecesores y sucesores, los cuales solo invertían cantidades suficientes para la manutención personal y de la comunidad, él invirtió una gran cantidad de recursos y tiempo en reconstruir Saint-Riquier. Cuando la obra terminó, Carlomagno permaneció en ese sitio en la Pascua del año 800.
La relación no-sacramental de Angilberto con Berta, la hija de Carlomagno, fue reconocida por la corte. Tuvieron, por lo menos, dos hijos, siendo Nithard uno de ellos, el cual se transformó en una destacada figura a mediados del siglo IX. Angilberto acompañó a Carlomagno a Roma en el año 800 y fue testigo para su testamento en 814.
Los poemas de Angilberto revelan cultura y gran cantidad de conocimientos, propias de un "hombre de mundo". Fue la cabeza del círculo literario del emperador y es probablemente el autor de un poema épico, el cual describe la vida en el palacio y la reunión de Carlomagno con León III (esta obra posee una imagen de Virgilio, Ovidio, Lucano y Venantius Fortunatus). Entre otros poemas más cortos se encuentran: un saludo a Pipino a su regreso de la campaña contra los ávaros (en 796) y una epístola, la cual revela accidentalmente una descripción de la vida del poeta, en la que se lee que habitaba en una casa con enormes jardines, cercana al palacio del emperador. En esta carta, las referencias a Berta son distantes y respetuosas: su nombre solo aparece en la lista de las princesas a las cuales saluda al inicio del texto.
Los poemas de Angilberto fueron publicados por Ernst Dümmler en la Monumenta Germaniae Historica.